# CodyCross
CodyCross es un videojuego de lógica basado en el concepto de crucigrama para teléfonos inteligentes con sistema operativo Android e iOS.

## Argumento
El juego comienza mostrando una cinemática de un alienígena llamado Cody que llega al Planeta Tierra de forma accidental con su nave espacial. A través de los crucigramas habrá que ir descubriendo más acerca del planeta así como de su historia o territorios.

## Jugabilidad
El objetivo del juego es completar el crucigrama descubriendo todas las palabras, incluida una palabra secreta que aparece verticalmente. Cada vez que se descubre una nueva palabra, las letras se propagarán por el crucigrama, lo que ayudará a revelar otras respuestas.

## Recepción
Las críticas generales de varios medios digitales han sido positivas. En El Androide Libre dicen que cuenta con "temáticas sobre las que descubrir y aprender, algo que se agradece bastante y que lo hace un juego indicado incluso para los más pequeños". En Esquire cuentan que es "el juego de móviles que nos está robando la vida". Google, empresa propietaria del SO Android (una de las dos plataformas donde el videojuego se encuentra disponible) nominó al juego como uno de los mejores en el mes de abril de 2018 y lo incluyó en la sección "Android Excellence".